# Kolbasov
Kolbasov (Hongaars:Végaszó) is een Slowaakse gemeente in de regio Prešov, en maakt deel uit van het district Snina.
Kolbasov telt 117 inwoners.
Belá nad Cirochou · Brezovec · Čukalovce · Dlhé nad Cirochou · Dúbrava · Hostovice · Hrabová Roztoka · Jalová · Kalná Roztoka · Klenová · Kolbasov · Kolonica · Ladomirov · Michajlov · Nová Sedlica · Osadné · Parihuzovce · Pčoliné · Pichne · Príslop · Runina · Ruská Volová · Ruský Potok · Snina · Stakčín · Stakčínska Roztoka · Strihovce · Šmigovec · Topoľa · Ubľa · Ulič · Uličské Krivé · Zboj · Zemplínske Hámre